# メッサー (剣)

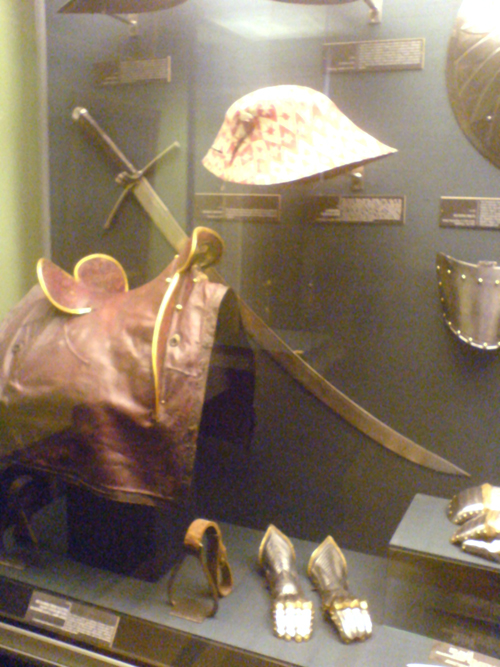
ウィーンの美術史美術館にあるKriegsmesser。

メッサー、メッセル（messer、ドイツ語で「ナイフ」を意味する）は、ナイフのような柄の構造を持つ片刃の刀。さまざまな名前が同義語として使用されることがよくあるが、同義語として使われることも多いが、メッサーには2つの種類がある ：
ランゲメッサー（ langes messer「ロングナイフ」）は、護身術に使用される片手剣で 約1メートルの長さがあり、バウアーンヴェール（Bauernwehr。「農民のサイドアーム」）から発展したものとされる 。GroßesMesser （グロスメッサ―、大型ナイフ）としても知られている。
Kriegsmesser （「ウォーナイフ」）は、長さ1.5mまでの湾曲した武器で、片手または両手で使用され、通常、ランツクネヒト（Landsknecht）など14世紀から16世紀にかけてのプロの戦士が利用している。

## 類型学
進行中の研究に基づいて、アーミングソードとロングソードのオークショットの刀剣類型に類似しており、ジェームズG.エルムズリーによってメッサーとファルシオンを類型学分類されている。

## 刃
メッサーは片刃の刃が特徴でブレードの長さと形状は大きく異なる。ランゲメッサーの現存する例は、全長が30 in (76 cm) 24.5 in (62 cm)ブレード、および2–2.5 lb (0.91–1.13 kg) 。メッサーブレードは、直線または曲線にすることが可能。

## 柄
メッサーの特徴は柄の構造で、その構造はかなり顕著なスラブを介した柄にブレードの取り付けたタング2枚の木製の間に挟まれたグリップの場所に釘付けにされたプレートがあり、メッサーにはストレートクロスガードとネーゲルがついていることがある。これは、クロスガードの右側からブレードのフラットから突き出た釘のような突起で、使用者の剣の手を保護している。柄の長さは、片手または両手で握ることができる長さ。

## 柄頭

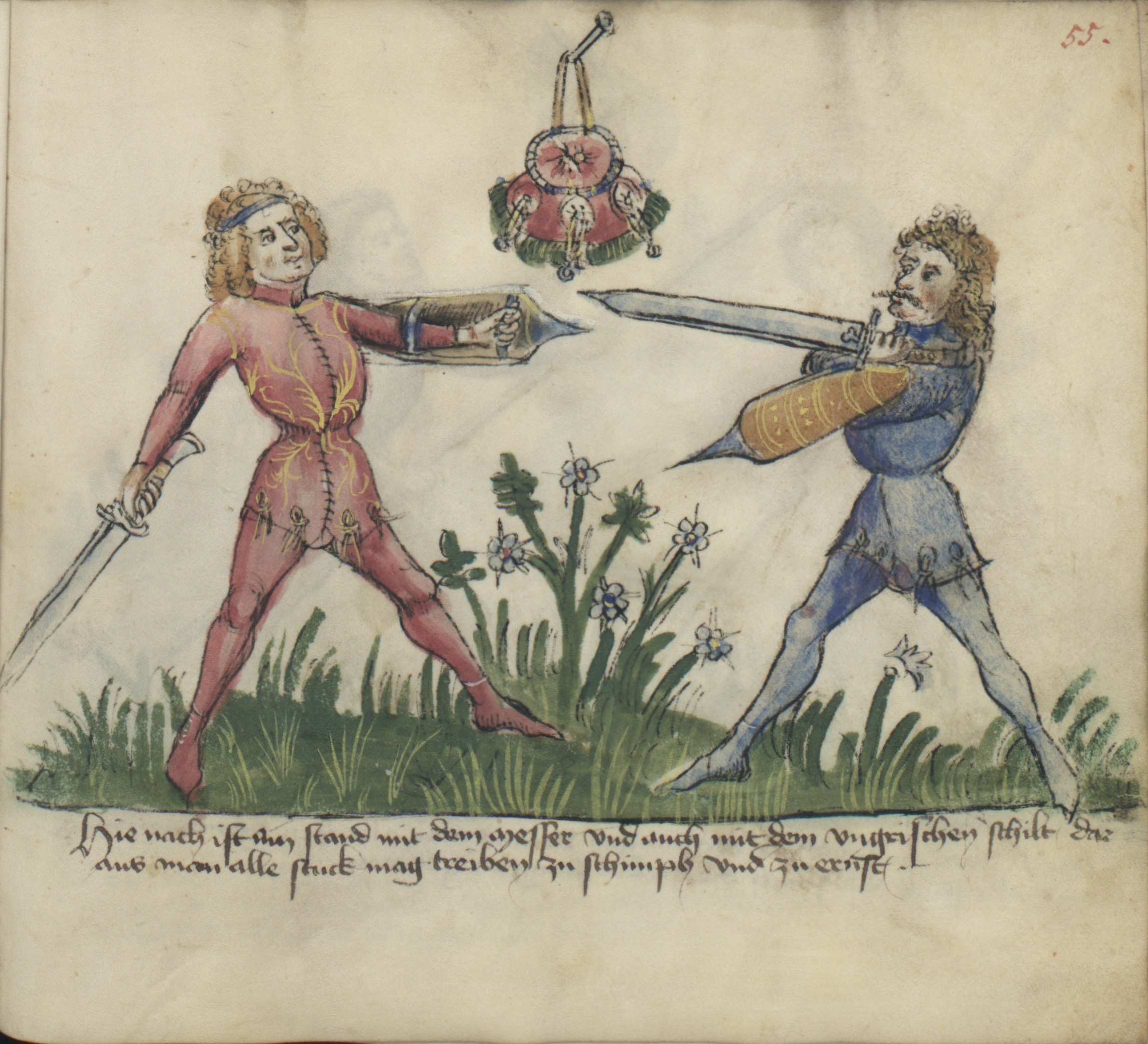
メッサーと「ハンガリーの盾」との戦い（Gladiatoria Fechtbuchfol。55r 、15世紀半ば）